# Egidio Romio
Egidio Romio (Milano, 6 giugno 1957) è un regista televisivo e direttore artistico italiano.

## Biografia
Ha firmato la regia di numerosi programmi per RAI, Mediaset e Sky, tra cui quella del Festivalbar dal 1987 fino alla sua ultima edizione del 2007, di alcune edizioni del programma La macchina del tempo, condotto da Alessandro Cecchi Paone su Rete 4, di varie edizioni dei reality show L'isola dei famosi, La talpa, Music Farm, La sposa perfetta e di varietà come I guastafeste, Bravo bravissimo, La sai l'ultima?, Tel chi el telùn, Lo show dei record, Red or Black? - Tutto o niente e X-Factor dalla prima alla quarta edizione per la RAI e dalla quinta edizione per Sky. Nel 2011 firma la regia dello storico varietà del sabato sera di Canale 5 La corrida, condotto in quell'anno da Flavio Insinna. Della stagione televisiva 2015/2016 al 2020 è il regista del programma Detto fatto su Rai 2.